# Thingspiele

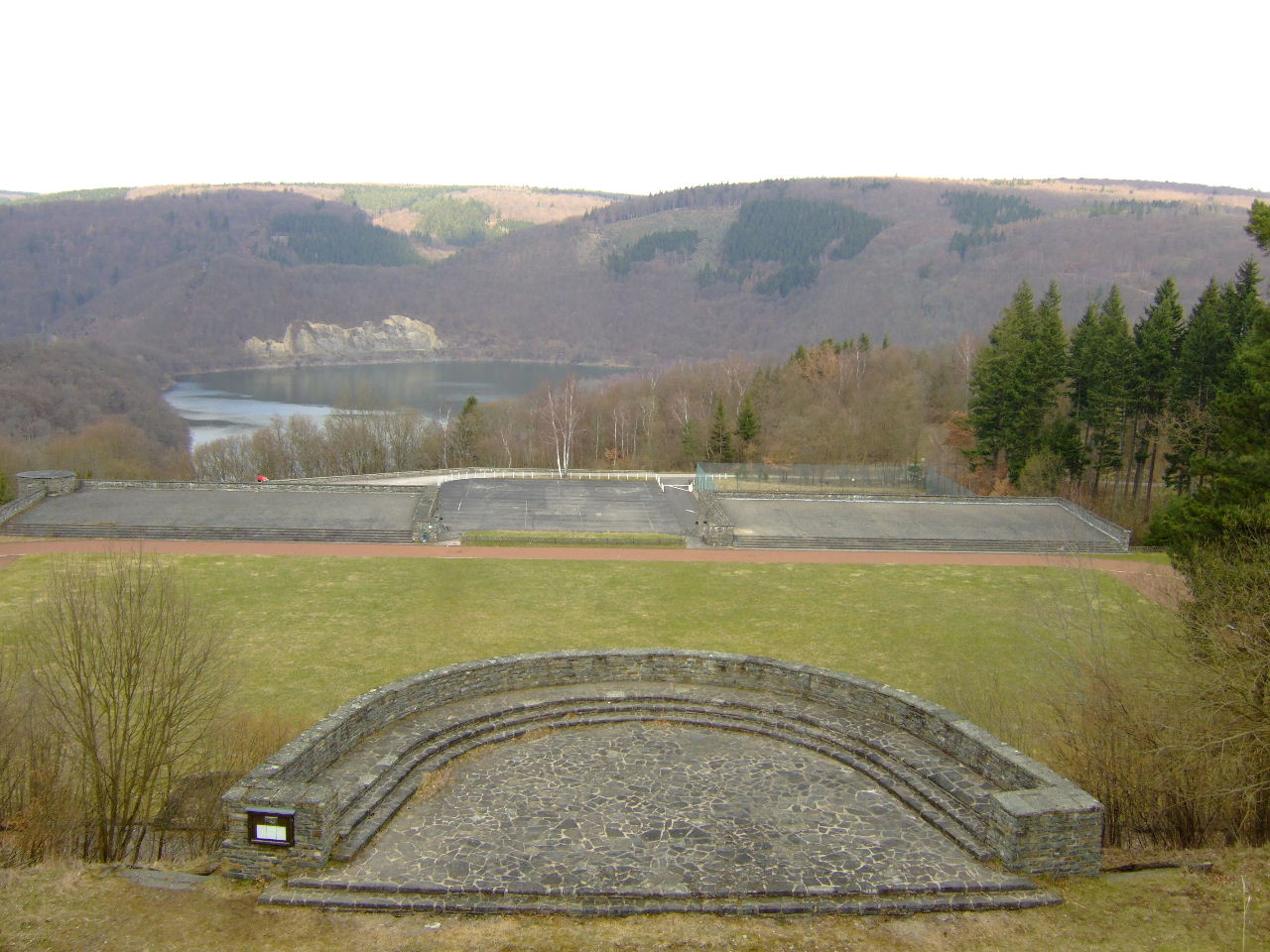
Thingplatz a Ordensburg Vogelsang.

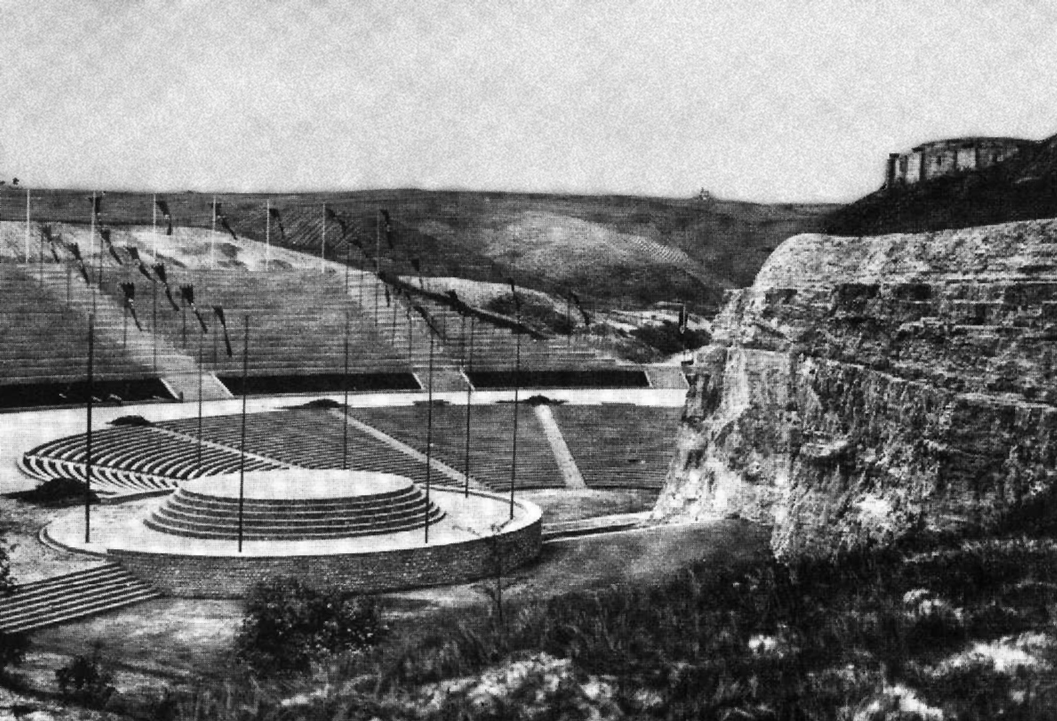
Feierstätte der Schlesier all'Annaberg in Slesia in una fotografia d'epoca nazista.

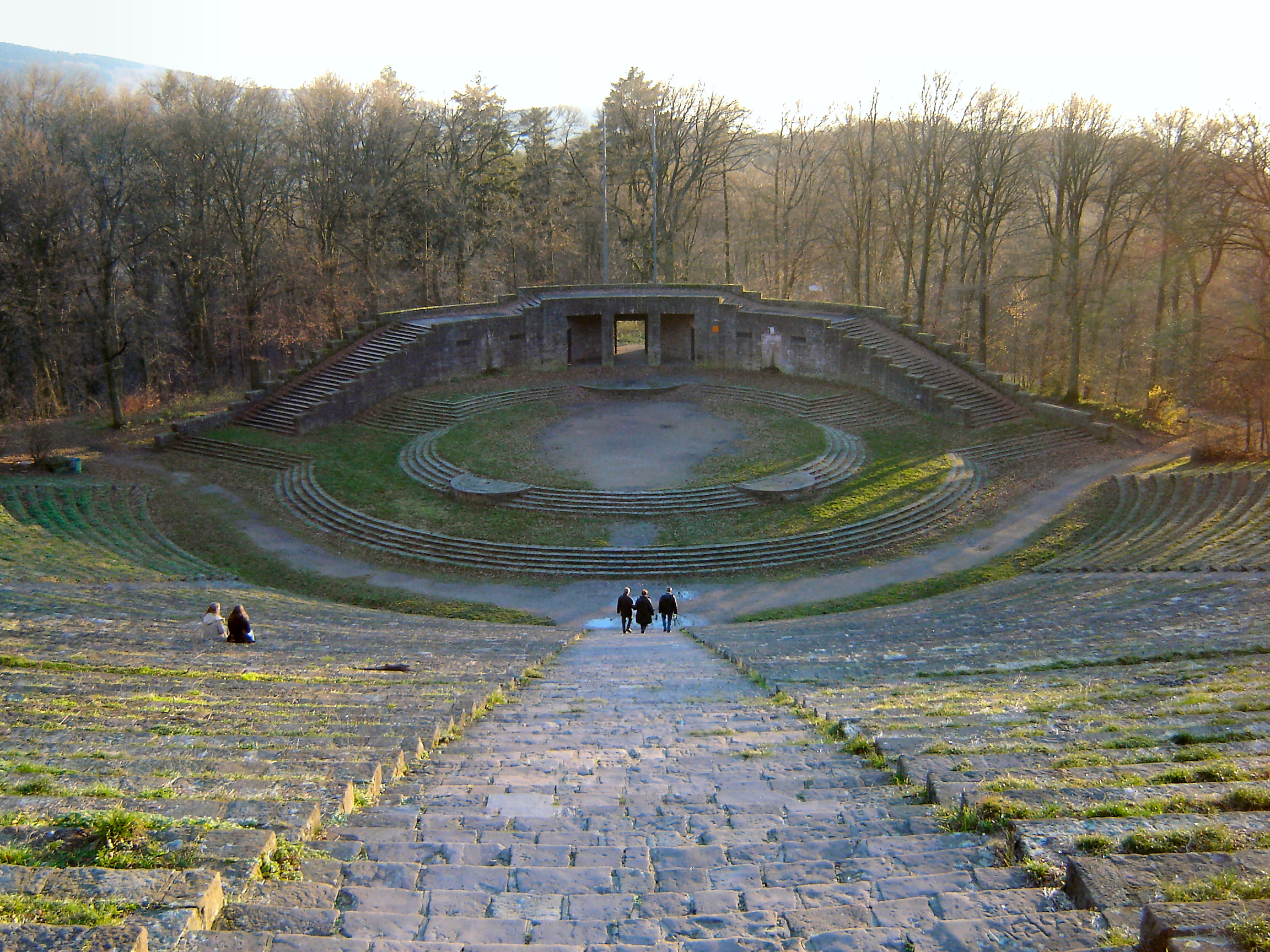
Thingstätte (Heidelberg).

Il Thingspiel (plurale Thingspiele) era uno spettacolo teatrale multidisciplinare all'aperto che godette di una breve popolarità nella Germania nazista prebellica (anni '30). Il "Movimento Thingspiel" originò in un contesto non nazista ma venne rapidamente assorbito dalla propaganda hitleriana salvo essere accantonato quando si rivelò poco accattivante.
Un Thingplatz o Thingstätte era un teatro all'aperto appositamente costruito per tali spettacoli. Ne furono pianificati circa 400 ma solo 40 furono costruiti tra il 1933 e il 1939.

## Storia
L'idea alla base del movimento nazista del "Thingspiel" si ricollega concettualmente al "Movimento völkisch" del XIX secolo cui si dà un'accezione più arcaica richiamando l'antica tradizione delle assemblee di popolo "all'aperto" dei Germani: le Thing. Si trattava, in buona sostanza, dell'idea di creare un sito dedicato ad accogliere le assemblee di popolo dirette/volute dal regime. Tale sito doveva avere una struttura quanto più possibile integrata con lo spazio naturale, incorporando rocce, alberi, corsi d'acqua, rovine e colline di qualche significato storico o mitico. Il termine "Thingspiel" fu proposto per la prima volta dall'accademico Carl Niessen in un discorso del 29 luglio 1933 che, richiamando la Germania di Tacito, ipotizzò un teatro multidisciplinare immersivo di nuova concezione. Come enunciato in un discorso del 1934 del Consigliere Drammatico del Reich, Rainer Schlösser, l'obiettivo era "un dramma che intensifica gli eventi storici per creare una realtà mitica, universale, inequivocabile oltre la realtà", fatto di esibizioni corali, capace di coinvolgere il pubblico nella realizzazione del "Volkgemeinschaft" (sotto questo aspetto simile al socialista Laienspiele e ad altri movimenti d'ispirazione protestanta, cattolica o neopagana - v. Ernst Wachler). I drammi intrecciano in modo caratteristico pubblico e azione, specialmente grazie ai cori, e cercano di far sì che il pubblico s'identifichi con la rivoluzione nazionalsocialista rappresentata. Il Thingspiele era dunque tanto rituale quanto drammaturgia e i teatri venivano spesso definiti "luoghi di culto". Ovviamente furono subito inseriti nel ciclo organizzativo delle festività/vacanze nazionali naziste. 
La struttura architettonica destinata al Thingspiele, la Thingplätz, richiamava la forma del teatro greco con grandi dimensioni volte ad accogliere il pubblico di massa di spettacoli multimediali che coinvolgevano battaglioni delle SA o della Gioventù hitleriana. Lo spazio destinato al "coro" doveva poter ospitare 500-1000 persone. Il Thingplatz più grande, progettato per Gelsenkirchen, avrebbe dovuto ospitare 200.000 persone. Le dimensioni e la necessità di avere più livelli di palcoscenico per maggior visibilità comportarono problemi acustici e i teatri furono presto dotati di sistemi di amplificazione e illuminazione. Torrette e piattaforme, dalla foggia simile a fortini medievali, nascondevano i controlli. Apposite fosse per gli effetti pirotecnici (originariamente previste al centro del palcoscenico) erano scavate sui bordi (per evitare rischi ai cavi). In molti casi, era presente una limitrofa area assembleare di cui il teatro diveniva il podio per i relatori. 
Il Movimento Thingspiel originò al di fuori della propaganda nazista: L' "Unione del Reich per la Promozione del Teatro all'aperto" del dicembre 1932 aveva Wilhelm Karl Gerst dell'Unione Cattolica del Teatro come direttore e Ödön von Horváth, Ernst Toller e Carl Zuckmayer come associati. Il regime nazista s'intromise nel 1933 con la fondazione della "Lega del Reich per le attività germaniche popolari all'aria aperta" (de. Reichsbund der deutschen Freilicht und Volksschauspiele) sotto l'egida del Ministero della Propaganda e la prima Thingplatz venne ufficialmente dedicata il 1º maggio 1934 nel Brandberge di Halle. 400 siti Thingspiel furono programmati, solo 40 dei quali furono costruiti. 
Tuttavia, lo stesso Hitler non credeva molto nel rilancio delle antiche pratiche germaniche e, oggettivamente, il teatro all'aperto non poteva richiamare molto pubblico in un paese come la Germania, dal clima solitamente freddo e umido. Non si sono potuti costruire tutti i siti previsti, l'entusiasmo del pubblico è calato e i drammaturghi non sono riusciti a scrivere abbastanza opere. A partire dal 1935, molti dei siti Thingspiel esistenti e tutti i nuovi furono ribattezzati Feierstätten (siti dei festival) o Freilichtbühnen (teatri all'aperto) e furono utilizzati per spettacoli tradizionali e festival popolari come le celebrazioni del solstizio d'estate. Otto Laubinger, promotore del Movimento Thingspiel quale capo della divisione teatrale del Reichskulturkammer, morì nel 1935. Nel 1937, quando Joseph Goebbels ritirò l'appoggio ufficiale nazista al Movimento, esso era già esaurito.
Dalla fine della seconda guerra mondiale molti siti Thingspiel sono stati utilizzati per concerti e rappresentazioni teatrali all'aperto.

## Edifici completati

### Edifici ufficiali
Secondo lo studio sul movimento Thingspiel di Rainer Stommer, sono stati completati i seguenti siti ufficiali (la data è quella di completamento o di dedica):
- Annaberg (ora Góra Świętej Anny, Polonia) il 23 agosto 1936
- Rugard, Bergen auf Rügen 21 giugno 1936
- Waldbühne, Berlino, 2 agosto 1936
- Borna (Volksplatz Borna) 31 agosto 1935
- Brandeburgo 1936?
- Braunschweig - Nußberg (Braunschweig) 18 agosto 1935
- Drossen (ora Ośno Lubuskie, Polonia) 1939?
- Freyburg an der Unstrut 1935?
- Glauchau 1937?
- Brandberge, Halle (Saale) 1º maggio 1934
- Heidelberg, 22 giugno 1935
- Heringsdorf auf Usedom, Pomerania, 1º maggio 1934
- Holzminden, 22 settembre 1934
- Jülich (Brückenkopf Jülich) 28 ottobre 1934
- Kamenz (Hutberg, Kamenz) 2 giugno 1935
- Palazzo elettorale, Coblenza, 24 marzo 1935
- Lamspringe, 28 giugno 1936
- Leutkirch, novembre 1940
- Loreley, St. Goarshausen il 21 giugno 1939
- Northeim, 6/7 giugno 1936
- Veste Oberhaus, Passau, 22 settembre 1935
- Preußisch-Holland (ora Pasłęk, Polonia) 1936
- Rössel (ora Reszel, Polonia) 1939?
- Rostock, 12 maggio 1935
- Schildau 1935?
- Schmiedeberg, Sassonia, 16 settembre 1934
- Rockelmann, Schwarzenberg, Sassonia, maggio 1938
- Stadio Kalkberg, Bad Segeberg, 10 ottobre 1937
- Soldin (ora Myślibórz, Polonia) 1939?
- Stolzenau 10 maggio 1934
- Tilsit (ora Sovetsk, Oblast 'di Kaliningrad, Russia) il 30 aprile 1935
- Werder 1936–1938?

### Edifici non ufficiali
Stommer elenca i seguenti teatri che non sono stati ufficialmente sanzionati ma sono noti per essere stati completati (con data di completamento o dedica):
- Brusendorf, Mittenwalde, circa 1934
- Bückeberg (Hagenohsen) 1º ottobre 1933; ricostruzione in forma più monumentale incompleta
- Ordensburg Krössinsee, 25 aprile 1936
- Oliva, Danzica (ora Danzica, Polonia), 1º settembre 1934
- Gerresheim, Düsseldorf 1933, 1938 (lavori di ristrutturazione di un ex cava di sabbia, già utilizzata come Thingplatz da Wandervögel dal 1920)
- Eichstätt 1938?
- Nied, Francoforte nel 1935; successivamente convertito in monumento con terreno in marcia
- Giebelstadt 16 giugno 1935
- Hösseringen 28 giugno 1936 (adattamento di un sito assembleare del XIII-XVII secolo)
- Foresta di Warndt, vicino a Karlsbrunn, 1938
- Kommern, Mechernich, 25 agosto 1935
- Mainz 1º maggio 1935 (basata su di un parco progettato nel 1930)
- Mettlach 1936
- Rheinsberg luglio 1935 (per un campo nazionale della Gioventù hitleriana)
- Ordensburg Sonthofen, 1º ottobre 1936
- Stedingsehre, Bookholzberg, Ganderkesee (Stedingsehre # NS-Kultstätte Freilichtbühne „Stedingsehre“) 13 luglio 1935
- Verden an der Aller 1935-1937 (costruito come un santuario delle SS invece che nella forma inizialmente prevista)
- Ordensburg Vogelsang, 25 aprile 1936
- Wattenscheid 5 luglio 1936
- Wesselburen, settembre 1935?
- Windsheim 1936

Altri siti ispirati o usati dal movimento Thing ma non elencati da Stommer includono: 
- Freilichtbühne Mülheim an der Ruhr
- Porta Westfalica (aperta nel 1927)
- Herchen, Windeck (parte di un memoriale)
- Palco all'aperto di Rathen

## Rappresentazioni teatrali
I primi drammi messi in scena nelle Thingplätz furono opere nate con altre destinazioni. Sia Deutsche Passion di Richard Euringer (teorico di spicco del Movimento Thingspiel) sia Symphonie der Arbeit di Hans-Jürgen Nierentz nacquero come drammi radiofonici eseguiti per la prima volta nel 1933 (rispettivamente in contrapposizione alle opere religiose pasquali ed alle celebrazioni della sinistra per la Festa del Lavoro); Aufbricht Deutschland!  di Gustav Goes era uno spettacolo teatrale "ordinario". Opere ben note associate al Thingspiel, come Neurode, Spiel von deutscher Arbeit di Kurt Heynicke e Das Spiel von Job dem Deutschen di Kurt Eggers furono entrambe scritte nel 1932, prima che i nazisti salissero al potere, e Euringer concepì anche la sua Deutsche Passion quell'anno. Das Spiel von Job dem Deutschen fu poi messa in atto in una fiera nel novembre 1933 come esempio di un Thingspiel. Più tardi, i Thingspiele includevano Annaberg (1933) e Das große Wandern: Ein Spiel vom ewigen deutschen Schicksal (1934) di Eggers, Anruf und Verkündigung der Toten (1934) di Eberhard Wolfgang Möller, Der Weg ins Reich (1935) di Heynicke, Die Stedinger (1935) di August Hinrichs e Soldaten der Scholle (1935) di Erich Müller-Schnick. Il maggior successo fu Frankenburger Würfelspiel di Möller che ebbe la sua prima alla Dietrich-Eckart-Bühne a Berlino nel 1936 in associazione con le Olimpiadi estive del 1936. Elenchi di Thingspiel approvati furono pubblicati nel 1934 e nel 1935. Alcune opere furono omesse dal secondo elenco, come Segen der Bauernschaft (1933) di Nierentz causa l'eccesso di enfasi religiosa a discapito del messaggio politico.
Le Thingspiel presentano generalmente la redenzione attraverso il nazionalsocialismo: dalla sofferenza della Germania causata dalla sconfitta nella prima guerra mondiale in Deutsche Passion di Euringer e Der Weg ins Reich di Heynicke, dal capitalismo rapace e antitedesco nel Neurode di Heynicke, da tutti gli sfruttatori che hanno oppresso il contadino tedesco dalla Guerra dei Trent'anni nel Soldaten der Scholle di Müller-Schnick e in generale dai mali della Repubblica di Weimar, vista come la fonte di tutti i problemi. Si sollecitano l'unità e l'abnegazione nell'interesse della Germania e del Popolo Tedesco.